# Jeff Bridges
Jeffrey Leon Bridges (Los Angeles, 1949. december 4. –) Oscar-díjas amerikai színész, énekes, producer és zeneszerző.
Pályafutása során hét jelölésből egy Oscar-díjat, továbbá két Golden Globe- és egy Screen Actors Guild-díjat nyert. Pauline Kael filmkritikus szerint Bridges „talán a valaha élt legtermészetesebb és legfesztelenebb filmszínész”.
A színészcsaládból származó Bridges édesapja, Lloyd Bridges és bátyja, Beau Bridges oldalán debütált a Sea Hunt (1958–1960) című televíziós sorozatban. Oscar-jelölt alakításai voltak Az utolsó mozielőadás (1971), a Villám és Fürgeláb (1974), a Csillagember (1984), A manipulátor (2000), A félszemű (2010) és A préri urai (2016) című filmekben. Az arany szobrot a 2009-es Őrült szív főszereplőjeként vehette át.
Egyéb, kritikai és bevételi sikert arató filmjei közé tartozik a King Kong (1976), a Tron, avagy a számítógép lázadása (1982), az Azok a csodálatos Baker fiúk (1989), A halászkirály legendája (1991), A nagy Lebowski (1998), A Vasember (2008), a Tron: Örökség (2010) és a Húzós éjszaka az El Royale-ban (2018).

## Fiatalkora és családja
1949. december 4-én született Los Angelesben, a színész Lloyd Bridges (1913–1998) és a színésznő-író Dorothy Bridges (leánykori nevén Simpson; 1915–2009) gyermekeként. Szüleinek négy gyermeke született: bátyja, a szintén színész Beau Bridges (1941–), húga, Lucinda és fiatalabb bátyja, Garrett, aki csecsemőkorában hunyt el 1948-ban.

## Pályafutása
New Yorkban, a Herbert Berghof Stúdióban tanulta a színjátszást.
Karrierje 1971-ben, Peter Bogdanovich Az utolsó mozielőadás című kisvárosi életképével kezdődött. E szerepéért mindjárt a legjobb mellékszereplő Oscar-díjára is jelölték. 1974-ben ismét jelölték ugyanebben a kategóriában Clint Eastwood Thunderbolt and Lightfoot című filmjében nyújtott teljesítményéért. 1984-ben Csillagember című filmjéért a legjobb főszereplő díjára jelölték. A 2001-ben forgatott A manipulátor című szerepéért pedig ismét a legjobb mellékszereplő díjáért állt harcban. Liberális nézeteiről is híres. Közel áll hozzá a zene, gitározik és dalokat ír. 2000-ben teljesült nagy álma, és kiadta első lemezét, amelyen kilenc dal az ő szerzeménye. Ezenkívül festőként és fényképészként is elismert. Az 1980-as évek vége óta fotózik filmjei forgatásán, s e képeiből kiállításokat is rendeztek, sőt 2003-ban könyv formájában válogatás is megjelent. A titkos ajtó című filmben látható rajzok és festmények is mind az ő munkái. Képei és fotói bevételéből az általa alapított jótékonysági szervezetet támogatja, mely az éhezés felszámolásáért tesz erőfeszítéseket az amerikai városokban. Az Őrült szív (2009) című filmben nyújtott alakításáért elnyerte a legjobb férfi főszereplőnek járó Oscar-díjat.
Fiatalon zongorázni tanult, tudását később az Azok a csodálatos Baker fiúk című filmben tudta kamatoztatni. Az Őrült szív című filmben már country-gitárosként mutatkozott be, s ez nem is állt messze a valós életétől: elismert énekes-gitárosként rendszeresen turnézik a zenekarával.

## Magánélete
Feleségét, Susan Gestont 1975-ben ismerte meg a Rancho Deluxe forgatása idején, azóta is együtt vannak, három lányuk született. 2020. október 19-én Bridges bejelentette, hogy limfómát diagnosztizáltak nála, és kemoterápián esett át. Bridges azt is elmondta, hogy a kezelés alatt elkapta a Covid19-et és megjegyezte, hogy ez egy nehéz tapasztalat volt, ami mellett a rák „már csak gyerekjátéknak tűnt”. Azt is elárulta, hogy most már teljesen be van oltva a Covid ellen.

## Filmográfia

### Film
| Év   | Magyar cím                                                    | Eredeti cím                                       | Szerep                              | Magyar hang       |
| ---- | ------------------------------------------------------------- | ------------------------------------------------- | ----------------------------------- | ----------------- |
| 1951 |                                                               | The Company She Keeps                             | csecsemő                            |                   |
| 1970 | A düh folyosói                                                | Halls of Anger                                    | Douglas “Doug”                      |                   |
| 1971 | Az utolsó mozielőadás                                         | The Last Picture Show                             | Duane Jackson                       | Oszkay Csaba      |
| 1971 |                                                               | The Yin and the Yang of Mr. Go                    | Nero Finnighan                      |                   |
| 1972 | Bunyósok                                                      | Fat City                                          | Ernie Munger                        | Bozsó Péter       |
| 1972 | Vadnyugati kalandorok                                         | Bad Company                                       | Jake Rumsey                         | Háda János        |
| 1973 |                                                               | Lolly-Madonna XXX                                 | Zack Feather                        |                   |
| 1973 |                                                               | The Last American Hero                            | Elroy Jackson Jr.                   |                   |
| 1973 | Eljő a jeges                                                  | The Iceman Cometh                                 | Don Parritt                         | Koroknay Géza     |
| 1974 | Villám és Fürgeláb                                            | Thunderbolt and Lightfoot                         | Fürgeláb                            | nincs adat        |
| 1974 | Villám és Fürgeláb                                            | Thunderbolt and Lightfoot                         | Fürgeláb                            | Kaszás Attila     |
| 1974 | Villám és Fürgeláb                                            | Thunderbolt and Lightfoot                         | Fürgeláb                            | Kassai Károly     |
| 1975 |                                                               | Rancho Deluxe                                     | Jack McKee                          |                   |
| 1975 | A vadnyugat szíve                                             | Hearts of the West                                | Lewis Tater                         |                   |
| 1976 | Maradj éhen!                                                  | Stay Hungry                                       | Craig Blake                         | Selmeczi Roland   |
| 1976 | Maradj éhen!                                                  | Stay Hungry                                       | Craig Blake                         | Tarján Péter      |
| 1976 | King Kong                                                     | King Kong                                         | Jack Prescott                       | Balkay Géza       |
| 1976 | King Kong                                                     | King Kong                                         | Jack Prescott                       | Széles László     |
| 1978 | Aki halt, aki nem                                             | Somebody Killed Her Husband                       | Jerry Green                         |                   |
| 1979 | Téli gyilkosságok                                             | Winter Kills                                      | Nick Kegan                          | Fenyő Iván        |
| 1979 |                                                               | The American Success Company                      | Harry Flowers                       |                   |
| 1980 | A mennyország kapuja                                          | Heaven's Gate                                     | John L. Bridges                     |                   |
| 1981 | Cutter útja                                                   | Cutter's Way                                      | Richard Bone                        | Balkay Géza       |
| 1981 | Cutter útja                                                   | Cutter's Way                                      | Richard Bone                        | Tarján Péter      |
| 1982 | Tron, avagy a számítógép lázadása                             | Tron                                              | Kevin Flynn                         | Koroknay Géza     |
| 1982 | Tron, avagy a számítógép lázadása                             | Tron                                              | Kevin Flynn                         | Csankó Zoltán     |
| 1982 | Tron, avagy a számítógép lázadása                             | Tron                                              | Kevin Flynn                         | Rátóti Zoltán     |
| 1982 | Tron, avagy a számítógép lázadása                             | Tron                                              | CLU                                 | nincs adat        |
| 1982 | Tron, avagy a számítógép lázadása                             | Tron                                              | CLU                                 | Katona Zoltán     |
| 1982 | Tron, avagy a számítógép lázadása                             | Tron                                              | CLU                                 | Rátóti Zoltán     |
| 1982 |                                                               | Kiss Me Goodbye                                   | Dr. Rupert Baines                   |                   |
| 1982 | Az utolsó egyszarvú                                           | The Last Unicorn                                  | Lir herceg (hangja)                 | Kautzky Armand    |
| 1984 | Esélylesők                                                    | Against All Odds                                  | Terry Brogan                        |                   |
| 1984 | Csillagember                                                  | Starman                                           | Scott Hayden / Csillagember         | Papp János        |
| 1985 | Kicsorbult tőr                                                | Jagged Edge                                       | Jack Forrester                      | Ujréti László     |
| 1986 | Egy lépés a halál                                             | 8 Million Ways to Die                             | Matthew "Matt" Scudder              | László Zsolt      |
| 1986 | Másnap reggel                                                 | The Morning After                                 | Turner Kendall                      | Koroknay Géza     |
| 1987 | Bízzál bennem!                                                | Nadine                                            | Vernon Hightower                    | Gáti Oszkár       |
| 1988 | Tucker, az autóbolond                                         | Tucker: The Man and His Dream                     | Preston Tucker                      | Haás Vander Péter |
| 1989 | Reggel találkozunk                                            | See You in the Morning                            | Larry Livingstone                   | Fekete Ernő       |
| 1989 | Azok a csodálatos Baker fiúk                                  | The Fabulous Baker Boys                           | Jack Baker                          | Sörös Sándor      |
| 1990 |                                                               | Texasville                                        | Duane Jackson                       |                   |
| 1991 | A halászkirály legendája                                      | The Fisher King                                   | Jack Lucas                          | Dörner György     |
| 1992 | Amerikai szív                                                 | American Heart                                    | Jack Kelson                         | Harmath Imre      |
| 1993 | Nyom nélkül                                                   | The Vanishing                                     | Barney Cousins                      | Sörös Sándor      |
| 1993 | Félelem nélkül                                                | Fearless                                          | Max Klein                           | Sörös Sándor      |
| 1994 | Időzített bomba                                               | Blown Away                                        | Jimmy Dove / Liam McGivney          | Szakácsi Sándor   |
| 1995 | Vad Bill                                                      | Wild Bill                                         | James Butler `Vad Bill` Hickok      | Szakácsi Sándor   |
| 1996 | Tomboló szél                                                  | White Squall                                      | Christopher Sheldon kapitány        | Dörner György     |
| 1996 | Tükröm, tükröm                                                | The Mirror Has Two Faces                          | Gregory Larkin                      | Rátóti Zoltán     |
| 1998 | A nagy Lebowski                                               | The Big Lebowski                                  | Jeffrey "The Dude" Lebowski         | Dörner György     |
| 1999 | A szomszéd                                                    | Arlington Road                                    | Michael Faraday                     | Sörös Sándor      |
| 1999 | A múzsa csókja                                                | The Muse                                          | Jack Warrick                        | Sörös Sándor      |
| 1999 | Simpatico                                                     | Simpatico                                         | Lyle Carter                         | Sörös Sándor      |
| 2000 | A manipulátor                                                 | The Contender                                     | Jackson Evans elnök                 | Sörös Sándor      |
| 2001 | Maffiák kereszttüzében                                        | Scenes of the Crime                               | Jimmy Berg                          | Sörös Sándor      |
| 2001 | K-PAX – A belső bolygó                                        | K-PAX                                             | Dr. Mark Powell                     | Sörös Sándor      |
| 2002 | La Mancha elveszett lovagja (dokumentumfilm)                  | Lost in La Mancha                                 | narrátor                            |                   |
| 2003 | Az utolsó akkord                                              | Masked and Anonymous                              | Tom Friend                          | Sörös Sándor      |
| 2003 | Vágta                                                         | Seabiscuit                                        | Charles S. Howard                   | Szakácsi Sándor   |
| 2003 | Vágta                                                         | Seabiscuit                                        | Charles S. Howard                   | Sörös Sándor      |
| 2004 | A titkos ajtó                                                 | The Door in the Floor                             | Ted Cole                            | Barbinek Péter    |
| 2005 |                                                               | The Amateurs                                      | Andy                                |                   |
| 2005 | Tideland                                                      | Tideland                                          | Noah                                | Sörös Sándor      |
| 2006 | Talajfogás                                                    | Stick It                                          | Burt Vickerman                      | Sörös Sándor      |
| 2007 | Vigyázz, kész, szörf!                                         | Surf's Up                                         | Nyomi a királypingvin (hangja)      | Reviczky Gábor    |
| 2008 | A Vasember                                                    | Iron Man                                          | Obadiah Stane / Iron Monger         | Sörös Sándor      |
| 2008 | Hogy veszítsük el barátainkat és idegenítsük el az embereket? | How to Lose Friends & Alienate People             | Clayton Harding                     | Sörös Sándor      |
| 2009 |                                                               | The Open Road                                     | Kyle                                |                   |
| 2009 | Őrült szív                                                    | Crazy Heart                                       | Bad Blake                           | Gáti Oszkár       |
| 2009 | Kecskebűvölők                                                 | The Men Who Stare at Goats                        | Bill Django                         | Sörös Sándor      |
| 2010 | Tron: Örökség                                                 | Tron: Legacy                                      | Kevin Flynn / Clu 2                 | Kőszegi Ákos      |
| 2010 | A félszemű                                                    | True Grit                                         | Reuben J. "Rooster" Cogburn         | Reviczky Gábor    |
| 2011 |                                                               | Tron: The Next Day (rövidfilm)                    | Kevin Flynn / Clu 2                 |                   |
| 2012 |                                                               | A Place at the Table                              | narrátor                            |                   |
| 2013 | R.I.P.D. – Szellemzsaruk                                      | R.I.P.D.                                          | Roycephus "Roy" Pulsipher           | Sörös Sándor      |
| 2013 |                                                               | Pablo                                             | Narrátor                            |                   |
| 2014 | Az emlékek őre                                                | The Giver                                         | Az Örökítő                          | Gáti Oszkár       |
| 2014 | A hetedik fiú                                                 | Seventh Son                                       | Gregory mester                      | Sörös Sándor      |
| 2015 | A kis herceg                                                  | The Little Prince                                 | A pilóta (hangja)                   | Csuja Imre        |
| 2016 | A préri urai                                                  | Hell or High Water                                | Marcus Hamilton                     | Papp János        |
| 2017 |                                                               | Dream Big: Engineering Our World (dokumentumfilm) | narrátor                            |                   |
| 2017 | New York-i afférok                                            | The Only Living Boy in New York                   | W.F. Gerald                         | Sörös Sándor      |
| 2017 | Kingsman: Az aranykör                                         | Kingsman: The Golden Circle                       | Champagne "Champ"                   | Sörös Sándor      |
| 2017 | A bátrak                                                      | Only the Brave                                    | Duane Steinbrink                    | Sörös Sándor      |
| 2018 | Húzós éjszaka az El Royale-ban                                | Bad Times at the El Royale                        | Daniel Flynn atya                   | Benkő Péter       |
| 2018 |                                                               | Living in the Future's Past (dokumentumfilm)      | narrátor                            |                   |
| 2019 | Pókember: Idegenben                                           | Spider-Man: Far From Home                         | Obadiah Stane (archív felvételeken) | Sörös Sándor      |
| 2025 |                                                               | Tron: Ares                                        | Kevin Flynn                         |                   |

### Televízió
| Év        | Magyar cím          | Eredeti cím                        | Szerep                                   | Megjegyzések                               |
| --------- | ------------------- | ---------------------------------- | ---------------------------------------- | ------------------------------------------ |
| 1958–1960 |                     | Sea Hunt                           | Davey Crane / Jimmy / fiú / Kelly Bailey | 4 epizód                                   |
| 1962–1963 |                     | The Lloyd Bridges Show             | több szereplő                            | 3 epizód                                   |
| 1965      |                     | The Loner                          | Bud Windom                               | 1 epizód                                   |
| 1969      |                     | The F.B.I.                         | Terry Shelton                            | 1 epizód                                   |
| 1969      | Lassie              | Lassie                             | Cal Baker                                | 1 epizód                                   |
| 1969      |                     | Silent Night, Lonely Night         | John Young                               | tévéfilm                                   |
| 1970      |                     | The Don Knotts Show                | önmaga                                   | 1 epizód                                   |
| 1970      |                     | The Most Deadly Game               | Hawk                                     | 1 epizód                                   |
| 1971      |                     | In Search of America               | Mike Olson                               | tévéfilm                                   |
| 1981      |                     | Great Performances                 | Michael Loomis                           | 1 epizód                                   |
| 1983      |                     | Faerie Tale Theatre                | Claude / Prince                          | 1 epizód                                   |
| 1983–2010 | Saturday Night Live | Saturday Night Live                | önmaga (házigazda)                       | 2 epizód                                   |
| 1996      |                     | Hidden in America                  | Vincent                                  | tévéfilm (vezető producer)                 |
| 2000      |                     | Raising the Mammoth                | narrátor                                 | Discovery Channel különkiadás              |
| 2008      | Kutya egy év        | A Dog Year                         | Jon Katz                                 | - tévéfilm - magyar hangja: - Gáti Oszkár  |
| 2018      |                     | The Late Show with Stephen Colbert | Ted Morgan                               | 1 epizód                                   |
| 2019      |                     | Stella Artois: Change Up the Usual | The Dude                                 | rövidfilm                                  |
| 2022      | A nagy öreg         | The Old Man                        | Dan Chase                                | - 7 epizód - magyar hangja: - Sörös Sándor |